# Lézió

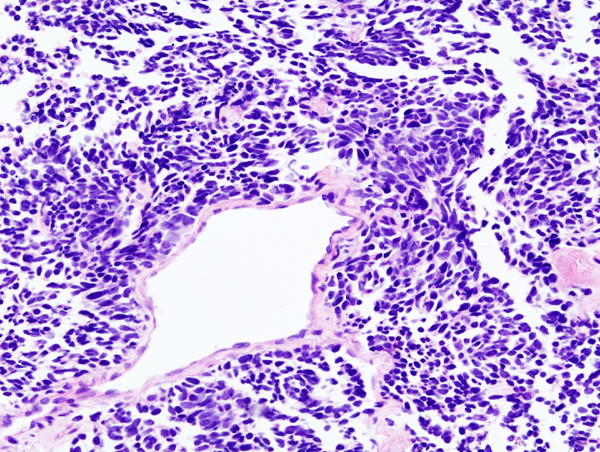
Tűbiopszia kissejtes tüdőkarcinómából.

Léziónak (a latin laesio, sérülés szóból) nevezzük egy anatómiai struktúra vagy fiziológiai funkció sérülését, hibás működését. Léziót bármilyen a szöveteket károsító hatás okozhat.

## Okai
Általában betegség okozza. Egy rákos daganat a lézió egy formája, ugyanakkor a tumort körülvevő sérült szövet szintén lézió. Traumák is okozhatnak léziót, beleértve az áramütést, lúgok marását stb. Egyes betegségek szintén léziót okoznak, ilyenek a bárányhimlő jellegzetes bőrelváltozásai. Léziót létrehozhatnak a szervezet lebontó folyamatai (fekély) vagy autoimmun tevékenység is, például az arthritis sok formájában.
Néha szándékosan is előidéznek léziót az idegsebészek, például az epilepszia és más agyi rendellenességek esetében.
Megjegyzendő, hogy nem csak állatok és emberek esetében beszélhetünk lézióról; a sérült növényi szövetre szintén használják a kifejezést.

## Fajtái
A lézió definíciója elég tág, így nagyon sokféle lézió létezik. A rák által okozott lézió lehet rosszindulatú (malignus) vagy jóindulatú (benignus) daganat. Csoportosíthatók alakjuk szerint, például a kerek vagy ovális emésztéses fekély. Méretük szerint lehetnek makroszkopikus (látható) vagy mikroszkopikus (hisztológiás) léziók.
Egy másik osztályozási szempont lehet, hogy a léziónak kiterjedése van, és ezzel hatást gyakorol a szomszédos struktúrákra, vagy egyszerűen egy anyaghiány a szövetben, például az agy egy kis területe stroke után folyadékkal töltődik fel.
Egyes léziók saját nevet kaptak, például a TBC-s tüdőben található Gohn-léziók. A fogban található lézió a fogszuvasodás.
A léziók hely szerint is csoportosíthatók, például agyi lézió vagy bőrlézió.

## Lásd még
- Abláció (orvosi)

## Fordítás
- Ez a szócikk részben vagy egészben  a   Lesion című angol Wikipédia-szócikk ezen változatának fordításán alapul.  Az eredeti cikk szerkesztőit annak laptörténete sorolja fel. Ez a jelzés csupán a megfogalmazás eredetét és a szerzői jogokat jelzi, nem szolgál a cikkben szereplő információk forrásmegjelöléseként.